# 長谷川貞政
長谷川 貞政（はせがわ さだまさ、生没年不詳）とは、江戸時代の大坂の浮世絵師。

## 来歴
長谷川貞信の門人で大坂の人。俗称は金助、画姓に長谷川を称す。作画期は天保5年から10年（1834年 - 1839年）の頃にかけてで、役者絵を描いている。作に「早川高景　新車改叶雛助」（大判錦絵、天保9年頃）が知られる。